# Bonapartismo

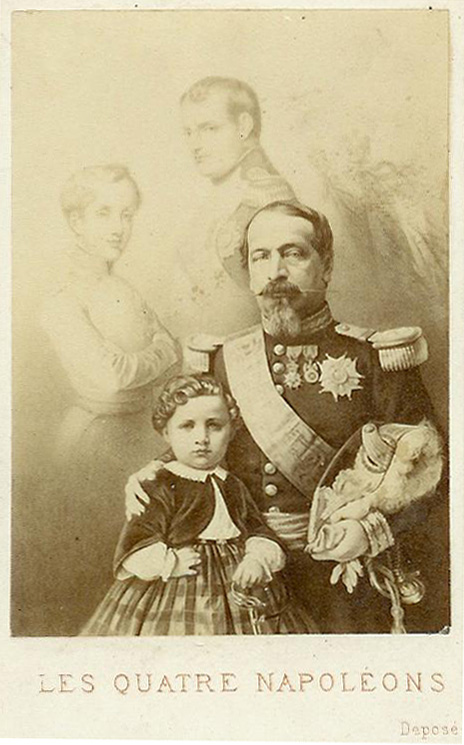
Immagine propagandistica prodotta nel Secondo Impero intorno al 1858, atta ad esaltare il ruolo della dinastia napoleonica. Sullo sfondo sono rappresentati Napoleone Bonaparte e Napoleone II, mentre in primo piano Napoleone III e Luigi Napoleone.

Il termine bonapartismo indicava inizialmente l'ideologia politica di Napoleone Bonaparte, durante tutta l'età napoleonica con il suo impero, e dei suoi seguaci e successori. In epoca successiva fu usato per riferirsi al movimento finalizzato a reinsediare al potere la famiglia Bonaparte e il suo stile di governo.
In senso più ampio il termine è stato utilizzato per ogni movimento politico che invocasse uno Stato autoritario, con a capo un leader fondante la propria autorità su populismo, militarismo e conservatorismo.

## Storia
Il bonapartismo ebbe i propri seguaci, dopo il 1815, in coloro che non accettarono la sconfitta di Waterloo né il Congresso di Vienna. La morte di Napoleone in esilio a Sant'Elena nel 1821 trasferì l'eredità spirituale del suo potere al figlio, duca di Reichstadt (conosciuto dai bonapartisti come Napoleone II) e alla morte di questi ad altri membri della famiglia, sebbene le speranze di tornare in auge rimanessero per tutti limitate.
I moti politici del 1848 diedero nuovamente ai bonapartisti quest'opportunità. Il bonapartismo, come ideologia di una politica neutrale in Francia tra operai e contadini, portò ben prestò all'elezione di Luigi Napoleone Bonaparte, nipote di Napoleone I, come presidente della repubblica francese creatasi al crollo della monarchia di Luigi Filippo, dando ai Bonaparte un nuovo slancio politico essenziale per il colpo di Stato che nel 1852 portò a ricostituire il Secondo Impero francese. Luigi Napoleone assunse dunque il nome di Napoleone III di Francia (assumendo Napoleone I quale fondatore della dinastia e Napoleone II come imperatore de facto dopo i Cento giorni del 1815).
Nel 1870 l'Assemblea nazionale forzò Napoleone III a dichiarare guerra alla Prussia: fu la cosiddetta Guerra franco-prussiana; al termine del conflitto Napoleone stesso dovette consegnarsi ai tedeschi, sconfitto a Sedan, e andò in esilio lasciando la Francia alla Terza Repubblica. In periodo repubblicano i bonapartisti si trovarono in competizione con i realisti, che intendevano riportate al trono chi Luigi Filippo d'Orléans (orleanisti), chi i discendenti della casata dei Borbone di Francia (legittimisti). La forza di questi tre movimenti era indubbiamente più grande del sentimento repubblicano, ma la loro opposizione interna impedì alla Francia di ritornare ad essere una monarchia; il bonapartismo, pertanto, divenne più un'espressione di fede popolare che un movimento politico vero e proprio, un ricordo romantico di un'epoca di grandeur.
Un duro colpo venne inferto al bonapartismo dalla morte di Napoleone Eugenio Luigi Bonaparte, unico figlio di Napoleone III, deceduto nel 1879 nel regno Zulu, dove si trovava a combattere come ufficiale dell'esercito inglese. Da quel momento in poi il bonapartismo cessò di essere una forza politica. Ancora oggi esistono gli ultimi discendenti di Napoleone e precisamente del fratello, Girolamo Bonaparte, ma non rappresentano più una forza politica bensì un ramo di pretendenti a un virtuale trono imperiale francese.
Napoleone III stesso aveva espresso a suo tempo un sardonico commento sui membri del suo gabinetto di governo, rimarcando: «Come volete che governi? L'imperatrice è una legittimista, il duca de Morny è un orleanista, il principe Napoleone è un repubblicano e io sono un socialista. Vi è un solo bonapartista, Persigny, ed è pazzo!...».

## Descrizione

### Ideologia

Napoleone Bonaparte nel dipinto Bonaparte valica il Gran San Bernardo di Jacques-Louis David

Filosoficamente il bonapartismo era l'adattamento da parte di Napoleone dei principi della Rivoluzione francese al proprio concetto di governo imperiale. Il suo anelito all'ordine sociale e alla gloria nazionale francese si combinarono nel cesarista Colpo di Stato del 18 brumaio. Sebbene affermasse fedeltà ai propri trascorsi rivoluzionari, Napoleone «conformò il proprio governo diretto e personale su quello dei monarchi dell'Ancien Régime». Per i bonapartisti, la lezione più significativa della Rivoluzione era che l'unità di governanti e governati era di primaria importanza. Durante i cento giorni Napoleone tentò di liberalizzare la propria figura con la Carta imperiale del 1815 e in seguito in esilio giustificando le proprie scelte come la continuazione della parte buona della Rivoluzione, in vista dell'instaurazione di una democrazia proto-europeista che garantisce la pace (ne Il Memoriale di Sant'Elena).
Il bonapartismo utilizzò come proprio simbolo, sia nel Primo che nel Secondo Impero, l'ape, emblema dei Bonaparte, ma anche simbolo di servizio, sacrificio e lealtà sociale.

### Bonapartistacome epiteto marxista

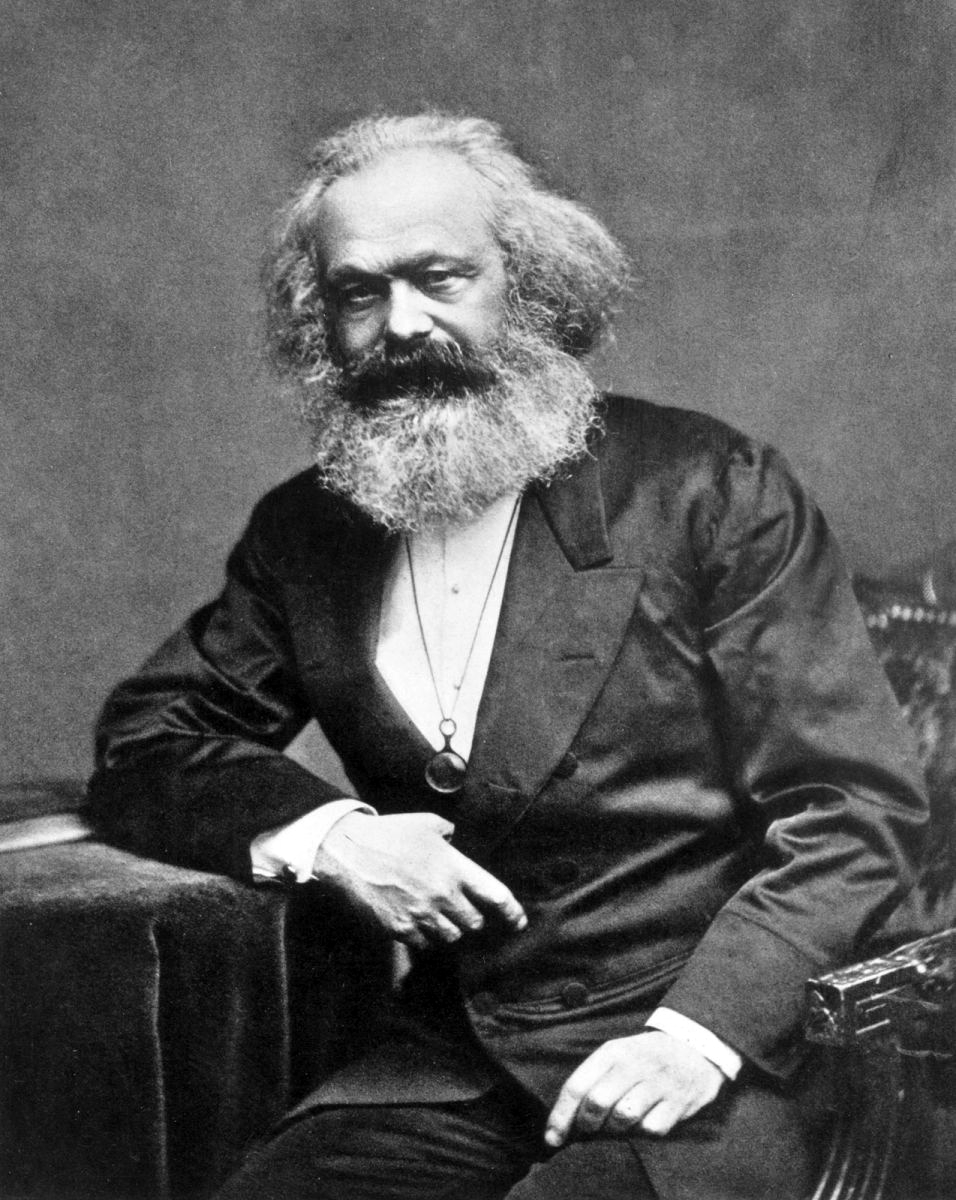
Karl Marx

Basandosi sulla carriera di Luigi Bonaparte, il Marxismo e il Leninismo definirono il bonapartismo in quanto espressione politica.
Karl Marx fu tra le altre cose anche uno studioso del giacobinismo e della Rivoluzione francese, così come della Seconda Repubblica e del Secondo Impero, a lui contemporanei; nel suo pensiero utilizza il termine bonapartismo per riferirsi alla particolare situazione in cui militari controrivoluzionari ottengono i loro poteri dai rivoluzionari, usando poi un riformismo selettivo per cooptare il radicalismo delle masse. Nel processo, notò Marx, i bonapartisti custodiscono e mascherano il potere di una sparuta classe dirigente, e sia Napoleone I che Napoleone III avevano corrotto in tale maniera le rivoluzioni di cui erano stati figli. Marx offrì la sua definizione e un'analisi del bonapartismo ne Il 18 brumaio di Luigi Bonaparte, scritto nel 1852. In questo documento egli punta l'attenzione su quella che definisce come la storia ripetitiva del fenomeno, con una delle sue citazioni più famose, tipicamente condensata nell'aforisma «La storia si ripete, prima come tragedia, poi come farsa».
Marx credeva che un regime bonapartista potesse esercitare un grande potere, in assenza di una classe sociale abbastanza potente o sicura di sé per stabilire fermamente un'autorità nel proprio nome; pertanto un leader in grado di elevarsi al di sopra del conflitto sociale può assurgere al potere; Marx la giudicava una situazione per natura instabile, in quanto un leader del genere, in apparenza onnipotente, sarebbe stato messo da parte non appena il conflitto sociale fosse risolto.
Lev Trockij descrisse il regime di Iosif Stalin come "bonapartista", giudicandolo in bilico tra il proletariato (vittorioso ma schiacciato dalla guerra) e la borghesia (distrutta dalla rivoluzione ma ansiosa di riemergere). Il mancato collasso del regime stalinista con le distruzioni della seconda guerra mondiale, e anzi la sua vittoriosa espansione nell'Europa orientale costrinse a rivedere quest'analisi: molti trotskisti rigettarono l'idea di definire bonapartisti i regimi d'ispirazione stalinista; Tony Cliff descrisse tali regimi come capitalismi di Stato, e non Stati socialisti deformati. Nell'ultimo anno della sua vita Trockij criticò l'esempio espansivo dell'impero napoleonico: aveva sì raggiunto l'abolizione della condizione servile in Polonia e altri domini francesi, ma ciononostante l'impero rimaneva bonapartista.
Il termine bonapartismo può essere usato in generale per descrivere la sostituzione di una classe dirigente civile con una militare all'interno di movimenti o governi rivoluzionari. Alcuni trotskisti contemporanei, e altri pensatori di sinistra, usano l'espressione bonapartista di sinistra per descrivere leader come Stalin e Mao Zedong, a capo di regimi totalitari di sinistra o populisti. Il bonapartismo fu un esempio dell'idea marxista di "falsa consapevolezza": le masse possono essere manipolate da pochi leader, determinati a perseguire i propri fini.

### Il bonapartismo nel panorama della politica francese
Secondo lo storico René Rémond, nel suo libro Les Droites en France, il bonapartismo costituisce una delle tre famiglie politiche della destra francese: legittimisti (estrema destra), orleanisti (centro-destra), bonapartisti (centro). Sia il boulangismo sia il gollismo sarebbero forme di bonapartismo.
I bonapartisti hanno sempre dissentito da questa classificazione, in quanto uno dei fondamenti del bonapartismo in quanto ideologia è il rifiuto di aderire a una definizione destra/sinistra, vista come ostacolo al benessere e all'unità della nazione. Martin S. Alexander annota che il bonapartismo come idea non avrebbe mai avuto un forte impatto se fosse stato classificabile a destra o a sinistra. La storica francese Jean Sagnes fa notare come il futuro imperatore dei Francesi abbia diffuso i propri scritti politici tramite editori di estrema sinistra
Attualmente la filosofia bonapartista si potrebbe inserire nello spazio politico occupato in Francia dal Partito Socialista, dal Movimento Democratico, dal Nuovo Centro, e dalla sinistra dei conservatori dell'Unione per un Movimento Popolare, in quanto questi occupano l'area ideologica compresa tra i partiti che predicano la lotta di classe e quelli che invocano politiche razziali, concetti entrambi irricevibili per i bonapartisti, in quanto contrari all'ideale di unità nazionale e tolleranza etnico-religiosa. Ciò è dimostrato dalla politica napoleonica sulle dispute industriali, un'espressione della quale fu il divieto di sciopero, come scrive Frank McLynn, mentre al contempo la polizia vigilava affinché le paghe non fossero troppo basse; un'altra dimostrazione è la politica napoleonica di assimilazione e protezione degli ebrei.
La teoria marxista di bonapartismo "di destra" e "di sinistra" si può considerare esemplificativa di ciò cui MacLynn si riferisce quando descrive Napoleone in uguale misura debitore sia alla destra sia alla sinistra e di ciò che Vincent Cronin descrive come "via di mezzo", o governo "moderato". Napoleone III pose il bonapartismo (o l'"idea napoleonica") tra i radicali e i conservatori (rispettivamente la sinistra e la destra) nel suo Des Idées Napoléoniennes, pubblicato nel 1839. Spiegò questo punto dicendo che il bonapartismo, come praticato da suo zio Napoleone I (e da lui stesso rappresentato), si trovava a metà fra «due partiti ostili, uno dei quali guarda solo al passato, l'altro solo al futuro», e combinava le «vecchie forme» dell'uno e i «nuovi principi» dell'altro.